# Elena Aprile
Elena Aprile (née le 12 mars 1954 à Milan) est une physicienne expérimentatrice des particules italo-américaine. Elle est professeur de physique à l'Université de Columbia depuis 1986. Elle est la fondatrice et porte-parole de la collaboration internationale XENON depuis 2002. Aprile est connue pour son travail avec des détecteurs utilisant des gaz nobles, et pour sa contribution à l'astrophysique des particules dans la recherche de la matière noire.

## Formation et carrière académique
Aprile étudie la physique à l'Université de Naples et effectue son mémoire de master au CERN sous la supervision du professeur Carlo Rubbia. Après l'obtention de son diplôme en 1978, elle s'inscrit à l'Université de Genève dont elle obtient un doctorat en physique en 1982. Elle rejoint l'Université de Harvard en 1983, en tant que chercheur postdoctoral dans le groupe de Carlo Rubbia. En 1986, Aprile entre dans le corps professoral de l'Université de Columbia. Elle devient professeur en 2001. De 2003 à 2009, Aprile est co-directrice du Columbia Astrophysics Laboratory (Laboratoire d'Astrophysique de Columbia).